# Fredy Bareiro
Fredy Bareiro, född den 23 mars 1982 i Itauguá, är en paraguayansk fotbollsspelare som spelar för Club Olimpia. Vid fotbollsturneringen under OS 2004 i Aten deltog han det paraguayanska U23-laget som tog silver. 